# Lucidor. Figuren zu einer ungeschriebenen Komödie

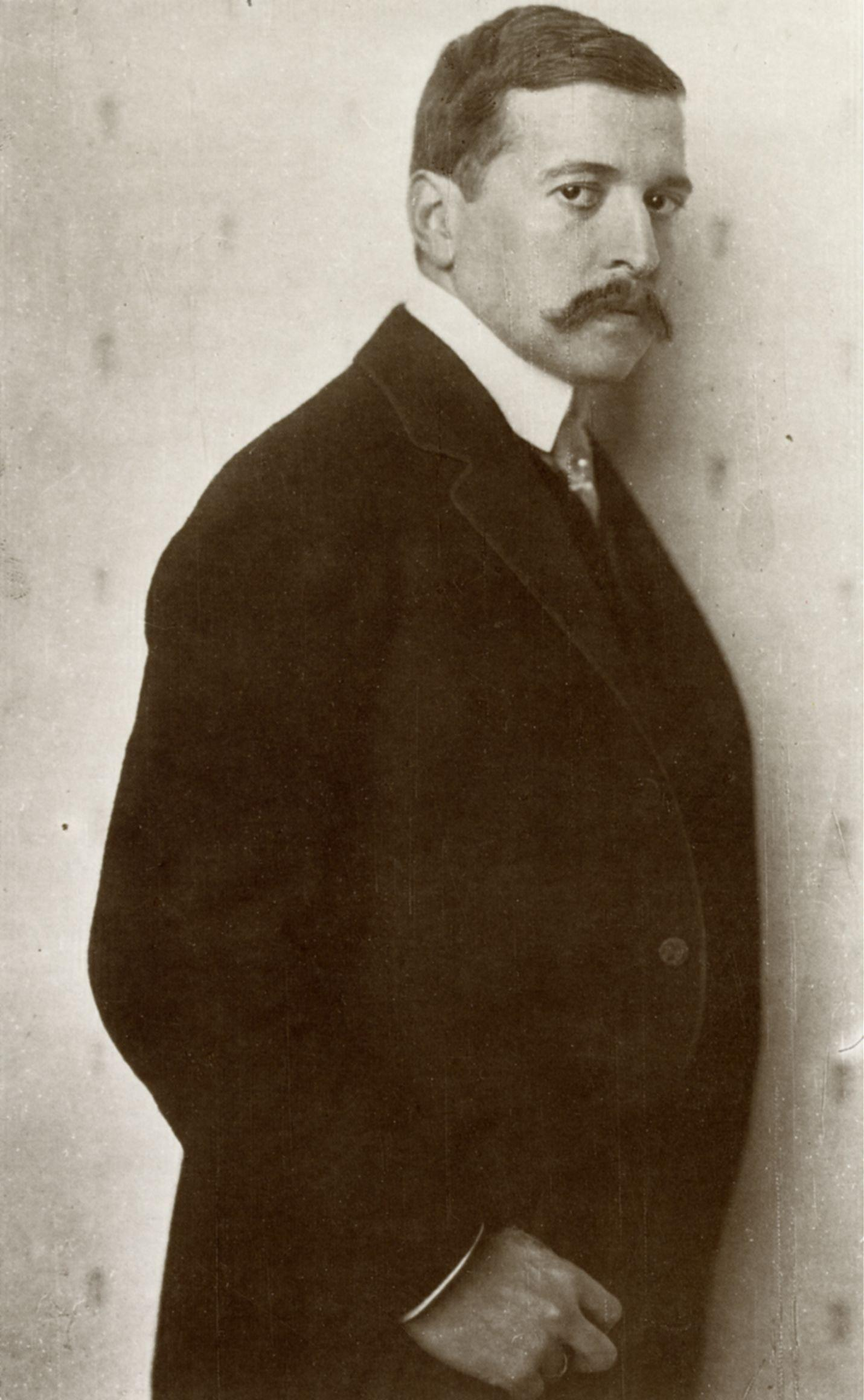
Hugo von Hofmannsthal
* 1874, † 1929

Lucidor. Figuren zu einer ungeschriebenen Komödie ist eine Erzählung von Hugo von Hofmannsthal, die am 22. März 1910 in der Tageszeitung Neue Freie Presse in Wien erschien. 1927 machte der Autor – auch auf der Basis von Molières Komödie Der Liebeszwist (Le Dépit amoureux) daraus das Libretto zu Arabella.

## Inhalt
Um 1880 in der Wiener Innenstadt: Das Familiengut der Witwe Frau von Murska im russischen Teil Polens steht unter treuhänderischer Verwaltung. Die Witwe muss Darlehen aufnehme und lebt mit ihren beiden Töchtern in einem kleinen Appartement in der Wiener Kärntnerstraße. Frau von Murska wäre ihrer Geldsorgen mit einem Schlage ledig, wenn die erwachsene Tochter Arabella ihren Verehrer, den wohlhabenden Wladimir, heiratete. Zu der Verbindung kommt es jedoch nicht. Arabella fühlt sich vielmehr zu Herrn von Imfanger hingezogen. Trotzdem gibt Wladimir nicht auf.
Ein Eisen hat Frau von Murska noch im Feuer. Wien war von ihr wegen eines alten grillenhaften Onkels als neuer Wohnort gewählt worden. Sie ist die Witwe seines Neffen. Der Greis bewohnt im Buquoyschen Palais in der Wallnerstraße ein ganzes Stockwerk. Der Geldbeutel des Alten erweist sich für Frau von Murska leider als fest verschnürt. Not macht erfinderisch. Die Mutter kleidet ihre 14-jährige Tochter Lucile wie einen Burschen und nennt das Kind Lucidor. Die feine Wiener Gesellschaft kauft Frau von Murska die Hosenrolle der jüngeren Tochter ab. Die Mutter hofft, ein Bursche könnte den Geldbeutel des geizigen Onkels eher locker machen als ein Mädchen. Denn Frauen kann der Onkel nicht leiden; weder alte noch junge. Im ersten Versuch scheitert Frau von Murska mit ihrem Lucidor bei dem schwer zu nehmenden Onkel in der Wallnerstraße. Die Frau will alsdann zwei männlichen Wesen zu dem Alten schicken. Wladimir hat „irgendwelche Familienbeziehungen“ zu dem Geizkragen. Frau von Murska richtet es so ein, dass Lucidor zugegen ist, wenn Wladimir Arabella in der Kärntnerstraße aufsucht. Der kleine Lucidor – charakterlich das ganze Gegenteil der Schwester – hat „nichts als Herz“. Als Arabella dem unglücklichen Wladimir immer unmissverständlicher die kalte Schulter zeigt, mischt sich Lucidor schließlich ein; spielt eigenmächtig den Postillon d’Amour. Die Briefe schreibt Lucidor und fälscht Arabellas Unterschrift. Ohne Wissen Arabellas empfängt Lucidor die Antworten Wladimirs. Endlich schenkt Lucidor/Lucile dem verliebten Wladimir in einem verdunkelten Zimmer des Appartements in der Kärntnerstraße eine süße Nacht nach der anderen.
Als das Darlehen eingefordert wird, muss Frau von Murska die hochherrschaftlichen Wiener Bezirke verlassen. Zuvor schickt sie Lucidor noch einmal zu dem hartherzigen Onkel. Dieser vertröstet die verarmten Verwandten.
Wladimir stellt Arabella zur Rede. Er will wissen, weshalb die Geliebte tagsüber so spröde ist. Arabella weiß natürlich keine Antwort und läuft ihm davon. Da stürzt jemand auf ihn zu. „Es ist Lucidor, aber wieder nicht Lucidor, sondern Lucile, ein liebliches und in Tränen gebadetes Mädchen, in einem Morgenanzug Arabellas, das bubenhaft kurze Haar unter einem dichten Seidentuch verborgen. Es ist sein Freund und Vertrauter, und zugleich seine geheimnisvolle Freundin, seine Geliebte, seine Frau.“ Den Ausgang der Liebesgeschichte bleibt offen.

## Rezeption
- Hermann Broch[2] bespricht 1951 Hofmannsthals „Abkehr von der Epik“ auch anhand dieses Textes.
- Verwundert erkennt Wladimir, „die Arabella des Tages war ablehnend, kokett, präzis, selbstsicher, weltlich und trocken fast bis zum Exzeß, die Arabella der Nacht, die bei einer Kerze an den Geliebten schrieb, war hingebend, sehnsüchtig fast ohne Grenzen. Zufällig oder gemäß dem Schicksal entsprach dies einer ganz geheimen Spaltung auch in Wladimirs Wesen.“[3] Durch die „Arabella der Nacht“ werde Wladimir die Existenz der eigenen „Tag- und Nachtseite“ bewusst.[4]
- Hofmannsthal habe später in dem Arabella-Libretto den Molièreschen Stoff gesellschaftlich und seelisch detailliert. Zu Anfang des 20. Jahrhunderts wären Themen androgynen Inhalts beim Publikum gut angekommen. Das Doppelwesen Lucidor/Lucile  sei vom Autor nach der Theorie „The dissociation of a personality“ des Bostoner Psychiaters Morton Prince angelegt worden.[5]

### Erstausgabe
- Hugo von Hofmannsthal: Lucidor. Figuren zu einer ungeschriebenen Komödie. Mit Originalradierungen von Karl Walser. Erich Reiss Verlag, Berlin 1919, DNB 870568566.

### Zitierte Textausgabe
- Hugo von Hofmannsthal: Lucidor. Figuren zu einer ungeschriebenen Komödie (1909). In: Bernd Schoeller in Beratung mit Rudolf Hirsch (Hrsg.): Hugo von Hofmannsthal, Gesammelte Werke in zehn Einzelbänden. Band: Erzählungen. Erfundene Gespräche und Briefe. Reisen. S. Fischer, Frankfurt a. M. 1986, ISBN 3-10-031547-2, S. 173–186.
- Dieter Kaiser: Lucidor. Personnages d'une comédie à écrire. Diplom-Übersetzung (10 Seiten DIN-A4) zur Erlangung des akademischen Grades eines Diplom-Übersetzers, abgegeben im Februar 1964 am Institut für Angewandte Sprachwissenschaft an der Universität Heidelberg.